# In The Hunt
In the Hunt (japanischer Titel: 海底大戦争, Kaitei Daisensou) ist ein horizontal scrollendes Shoot ’em up des japanischen Herstellers Irem und wurde 1993 veröffentlicht. Es zeichnete sich durch sein ungewöhnliches U-Boot-Szenario und seinen detaillierten comichaften Grafikstil aus. Das Spiel war das letzte Arcade-Shoot-'em-up von Irem.
In the Hunt erschien ursprünglich als Arcade-Spiel und basierte auf dem JAMMA-System, später (ab 1995) wurden jedoch auch Umsetzungen für PC, PlayStation und Sega Saturn programmiert.

## Spielbeschreibung
Der Spieler steuert ein kleines U-Boot durch verschiedene Unterwasserwelten und muss sich dabei gegen alle Arten von Gegnern zu Wasser, zu Lande und in der Luft wehren und den Endgegner besiegen. Dazu ist das U-Boot mit Torpedos, Wasserbomben und Raketen bewaffnet, die durch verschiedene Power-ups verstärkt oder durch Alternativsysteme ersetzt werden können. Das U-Boot bewegt sich nur im Wasser, jedoch kann es auch an die Oberfläche schwimmen, um von dort mit Raketen Flugobjekte unter Feuer zu nehmen.
Im Gegensatz zu üblichen 2D-Shootern scrollen die Levels nicht automatisch von rechts nach links, sondern erst, wenn der Spieler einen bestimmten Punkt in Richtung des rechten Bildschirmrandes überschritten hat. Auf diese Weise ist es auch möglich, anzuhalten, um restlos alle Gegner zu vernichten. Andererseits tauchen bestimmte Gegner an derselben Stelle immer wieder auf. Um ein endloses Verharren an einzelnen Punkten des Levels zu vermeiden, wird dem Spieler ein Zeitlimit zum Beenden des Levels gesetzt. Der Vorrat an verbliebener Zeit lässt sich zwar durch einsammelbare Boni vergrößern, kann jedoch nie den Anfangswert von 99 Sekunden übersteigen. Neben dieser Möglichkeit des Anhaltens scrollt das Spiel an einigen Stellen auch erst nach Vernichtung eines starken Zwischengegners weiter. Insgesamt ist der Spieler durch dieses System zum raschen Voranschreiten gezwungen, was eine interessante Spieldynamik zwischen schneller Vorwärtsbewegung und geschicktem Taktieren ergibt.
Als weitere Spielelemente tauchen auch Labyrinth-Sequenzen, Seeminenfelder und Eisberge auf, die überwunden werden müssen. Die Levels selbst umfassen die antarktischen Gewässer, eine versunkene Stadt, einen Verladehafen und ähnliches.
Das Spiel verfügt über einen Mehrspielermodus, in dem zwei Spieler im Team gegen die Feinde antreten.

## Technik
Das Spiel verwendet eine Rastergrafik in einer Auflösung von 320 × 240 Pixeln und bietet auch Parallax-Scrolling. Die Grafik selber ist in einem Comic-artigen Stil gehalten und sehr detailliert. Alle Objekte sind farblich sehr abwechslungsreich gestaltet und auch in kleinen Details wie z. B. Erschütterungen durch nahe Explosionen oder Schaukeln durch Wellengang animiert. Daneben setzt die Grafik auch wesentliche Aspekte des submarinen Szenarios um wie z. B. Wellengang, aufsteigende Luftblasen oder Meeresgetier im Hintergrund. Auch die Waffenanimationen sind sehr ausgeprägt vorhanden: Torpedos ziehen deutlich erkennbare Blasenspuren hinter sich her, während Wasserbomben unregelmäßig pendelnd nach unten sinken.
Eine ähnliche Grafikengine verwendete Irem in Gunforce, an dem dasselbe Entwicklerteam gearbeitet hat. Dieses programmierte später für SNK die grafisch ebenfalls ähnliche Metal-Slug-Reihe.